# Ringvaartbrug A4
Ringvaartbrug A4 (Amsterdamse nummering 152P) bestaat uit twee bruggen in de Rijksweg 4 in het traject Knooppunt De Nieuwe Meer en Knooppunt Badhoevedorp. Ze overspant daarbij niet alleen de Ringvaart van de Haarlemmermeer, maar ook de Ringvaartdijk (aan Amsterdamse zijde) en de Nieuwemeerdijk (gemeente Haarlemmermeer). Het kunstwerk is in beheer van Rijkswaterstaat. Tussen beide viaducten van elk 5 rijstroken staan drie bruggen van Nederlandse Spoorwegen/ProRail ten behoeve van de Schiphollijn.
De bruggen zijn in gebruik genomen in 1966-'67, toen de Rijksweg 4 tussen Amsterdam – Hoofddorp werd verlegd via een nieuw tracé. Met omleiding en verbreding kwamen er nieuwe bruggen over de ringvaart ter hoogte van Badhoevedorp, waarbij de bestaande Haagsebrug uit 1938 een nieuwe naam kreeg, de Oude Haagsebrug. De verkeersbruggen werden in twee fasen in gebruik genomen; de eerste in november 1966, waarbij beide rijrichtingen van slechts een viaduct gebruik maakten.
De brug had vanaf haar oplevering een krappe capaciteit, er waren 2 x 3 rijstroken. Begin 21e eeuw werden de vluchtstroken opgeofferd; ze werden omgebouwd tot spitsstroken. Hiertoe moesten de bruggen verstevigd worden. Aan Royal HaskoningDHV werd gevraagd met een ontwerp te komen, dat zowel de gevraagde ondersteuning bood, maar tevens ook het vele beton een prettiger aanzicht te geven. Opdracht van Rijkswaterstaat:
Ontwerp in een esthetisch plan een oplossing waarmee de ondersteuningsconstructie aanvaardbaar wordt voor de omgeving.
Voor de ondersteuning van de beide rijdekken werden 112 stalen buizen tussen de betonnen pijlers geplaatst. In eerste instantie waren dat roestkleurige buizen. In overleg met de gemeente Haarlemmermeer werden de buizen geschilderd in de kleuren (verkeers)wit en lichtgrijs met een aantal kleuraccenten (geel en blauw) in de vorm van een glanzende coating van 75 millimeter breed over de volle lengte van de buis. Een eveneens glanzende coating werd vervolgens tot 2,5 meter hoogte toegepast, gevolgd door een matte coating. Die glanzende coating zorgt er ook voor dat 's nachts voorbijrijdende auto’s het viaduct met hun lichten enigszins laten oplichten. Diezelfde lage strook is zodanig behandeld dat graffiti er eenvoudig van de verwijderen is.

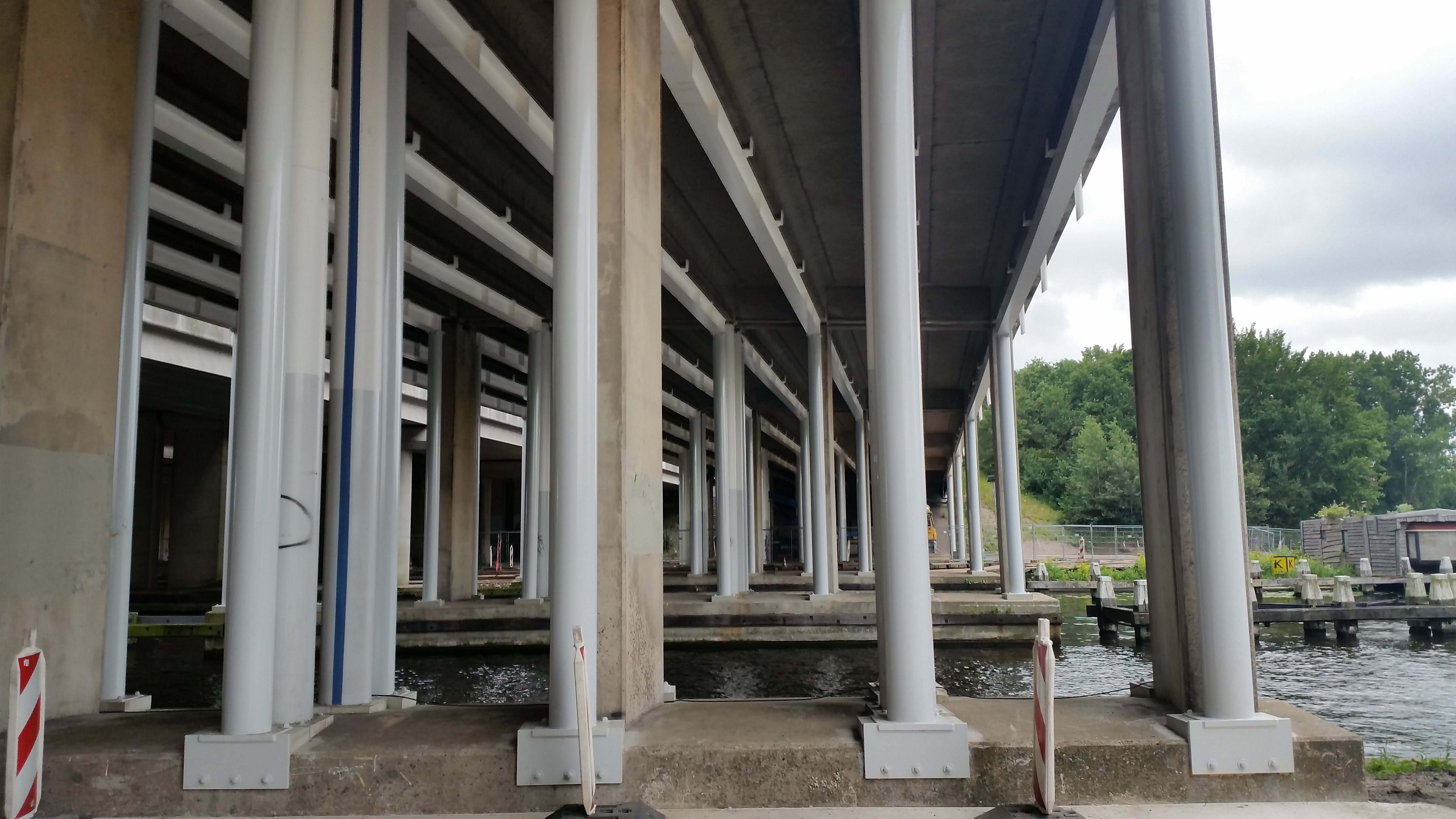
Vernieuwde dragende constructie met blauwe lijn (juni 2019).